# Esão
Esão, na mitologia grega, foi um rei de Iolcos, filho de Tiro e Creteu, e pai de Jasão. Seu meio irmão Pélias usurpou-lhe o trono e Jasão teve que viver distante da corte, escondido na Tessália e educado pelo centauro Quíron. Quando velho, foi rejuvenescido pela feiticeira Medeia, amante do seu filho.